# مارتن ج. فتمان

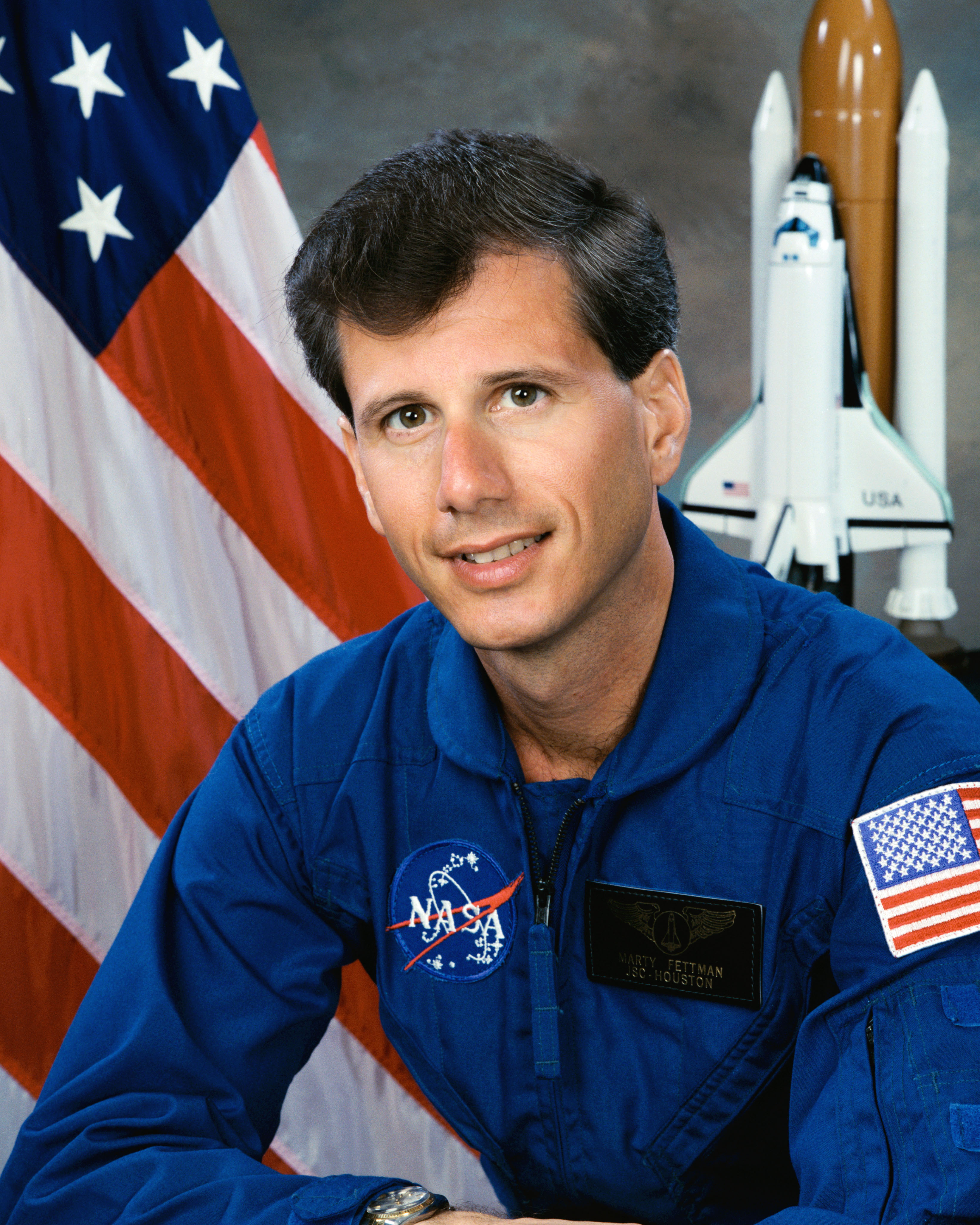
مارتن جوزيف فتمان

مارتن جوزيف فتمان (بالإنجليزية: Martin J. Fettman)‏ هو طبيب بيطري أمريكي، ورائد فضاء شارك في الرحلة أس تي أس 58 بواسطة مكوك الفضاء كولومبيا، هو من مواليد 31 ديسمبر 1956 ببروكلين ودرس بجامعة ولاية كولورادو.